# Ansigt til ansigt
Ansigt til ansigt er en dokumentarfilm instrueret af Anne Regitze Wivel efter eget manuskript.

## Handling
Anne Regitze Wivel siger selv om sin film: Filmen hedder "Ansigt til ansigt". Det gør den, fordi den viser en række ansigter, en række personer, der bekender sig til kristendommen, og kristendommen er ifølge filmen: "Ikke meninger om ditten og datten, men liv! En bestemt form for liv. Et liv i tro, håb og kærlighed, set i lyset af Jesu liv." Jeg har valgt at filme en gruppe mennesker, som har det tilfælles, at de har læst teologi og har besluttet sig til at blive præster. Ikke for at forveksle folkekirken med præsterne, for folkekirken er alle medlemmerne, alle disse 91% danskere. Snarere fordi jeg forestiller mig, at unge mennesker, der står over for en sådan livsopgave, må gøre sig en masse tanker om opgavens karakter på en så levende og udtryksfuld måde, at vi andre kan genkende dem som mennesker, der ligner os selv. Altså optog jeg filmen på Pastoralseminariet i København, hvor de teologiske kandidater efter endt studie gennemgår et fire måneders kursus i den praktiske præstegerning, som de om et øjeblik skal udføre i det virkelige liv.